# Blues rock
Blues rock er en hybrid musikgenre, der kombinerer elementerne fra blues med rock and roll, med vægt på den elektriske guitar. Lyden i blues rocken er skabt af elguitarer, basguitar og trommer, hvor den elektriske guitar normalt er forstærket gennem en rørforstærker, hvilket giver lyden en overstyret karakter.
Genren dukkede op som en særlig stil i midten af 1960'erne i England og USA med bands som Cream og The Rolling Stones, der eksperimenterede med musik fra gamle bluesmusikere som Elmore James, Robert Johnson, Howlin' Wolf og Muddy Waters.
Mens de tidlige blues-rock bands "forsøgte at spille lange passager, der er involverede improvisationer som var almindeligt på jazzplader",  blev blues rock tungere og mere riff-baseret i 1970'erne. I de "tidlige 70'erne, var linjerne mellem blues-rock og hard rock næppe synlige",  bands begyndte at indspille albums i rock-stil. I 1980'erne og 1990'erne, vendte bluesrockmusikerne tilbage deres blues-rødder, og nogle af disse, såsom Fabulous Thunderbirds og Stevie Ray Vaughan, flirtede med status som rockstjerner.

## Eksempler på blues rock artister
- AC/DC
- Aerosmith
- Allman Brothers Band
- The Animals
- The Black Keys
- Muddy Waters
- Joe Bonamassa
- Eric Clapton
- Cream
- Deep Purple
- Fleetwood Mac
- Robben Ford
- Rory Gallagher
- Scott Henderson
- Jimi Hendrix
- Led Zeppelin
- Lonnie Mack
- Lynyrd Skynyrd
- John Mayall
- Gary Moore
- The Rolling Stones
- Status Quo
- Ten Years After
- George Thorogood
- Stevie Ray Vaughan
- White Stripes
- David Wilcox
- Johnny Winter
- ZZ Top

## Fodnoter
1. 1 2 3 4 5  "Explore: Blues-Rock | AllMusic". Arkiveret fra originalen 26. marts 2011. Hentet 11. december 2010.